# زینب فواز
زینب فواز (تبنین: ۱۸۶۰م – قاهره: ۱۹۱۴م) نویسنده و روزنامه‌نگار و ادیب شیعه مذهب لبنانی ساکن مصر بود.

## زادگاه و تبار
زینب فواز در تبنین در استان نبطیه لبنان در سال ۱۸۶۰ میلادی دیده به جهان گشود. وی از خاندان فواز عاملی بود. نسبش اینگونه است: زینب بنت علی بن حسین بن… فواز عاملی.

## مهاجرت به مصر
زینب فواز در اواخر قرن ۱۹ به قاهره مصر کوچ نمود و در آنجا به نگارش کتاب و مقاله پرداخت و بیش از همه در مسیر آزادی حقوق زنان تلاش می‌نمود. او با افرادی چون محمد عبده و قاسم امین مراودات مکتوب داشت.

## درگذشت
زینب فواز در مصر با نویسنده و شاعر سوری «ادیب نظمی» ازدواج کرد. درگذشت وی در قاهره در ابتدای جنگ جهانی اول در سال ۱۳۳۲ق برابر ۱۹۱۴ م در ۵۴ سالگی بود.

## تالیفات
زینب فواز کتب متعدد و مقالات فراوان نوشته‌است که از همه مشهورتر کتاب طبقات الخدور است. آثار وی عبارتند از:
- الدر المنثور فی طبقات ربات الخدور"
- «الرسائل الزینبیة»،
- «مدراک الکمال فی تراجم الرجال»،
- «الجوهر النضید فی مآثر الملک الحمید»،
- دیوان شعر،
- الهوی والوفاء
- حسن العواقب: به عقیده برخی این اثر اولین رمان عربی است که در ۱۸۹۹ م یعنی ۱۵ سال قبل از تألیف کتاب «زینب» نوشته محمدحسین هیکل نوشته شده‌است.
- الملک قوروش/دربارهٔ کوروش هخامنشی.